# カーシャーン
カーシャーン（کاشان：Kāshān  発音}）はイランのエスファハーン州にある都市である。قاشان（Qāshān）とも書かれる。
人口の推計は272,359人（2005年現在）。
都市名の語源はペルシア語の単語のKāshī（化粧タイルの意味）から来ている。カーシャーンは、イラン中央のカヴィール砂漠の端に沿って走る、ゴム - ケルマーン道の道沿いの場所にある。

## 姉妹都市
- ウメオ（スウェーデン）
- ニーシャープール, イラン

## 出身人物
- ソフラーブ・セペフリー - 20世紀の詩人